# Killing Joke (album, 1980)
Pour les articles homonymes, voir Killing Joke (homonymie).
Albums de Killing Joke
What's THIS for...!
Killing Joke est le 1er album studio du groupe éponyme de post-punk, sorti en 1980. Un second album nommé également Killing Joke sort vingt-trois ans plus tard, en 2003.
Il fait partie de la liste de Robert Dimery des 1001 albums qu'il faut avoir écoutés dans sa vie.

## Liste des morceaux
1. Requiem
2. Wardance
3. Tomorrow’s World
4. Bloodsport
5. The Wait
6. Complications
7. S.O.36
8. Primitive
9. Change
10. Requiem (Single Version)
11. Change (Dub)
12. Primitive (Rough Mix)
13. Bloodsport (Rough Mix)

Les titres numérotés 9 à 13 n'apparaissent que sur les versions remastérisées de l'album.